# Oxalis gigantea
La Churqui o Churco (Oxalis gigantea),  es una especie de Oxalis  que se encuentra en las regiones de Antofagasta, Atacama y Coquimbo de Chile.

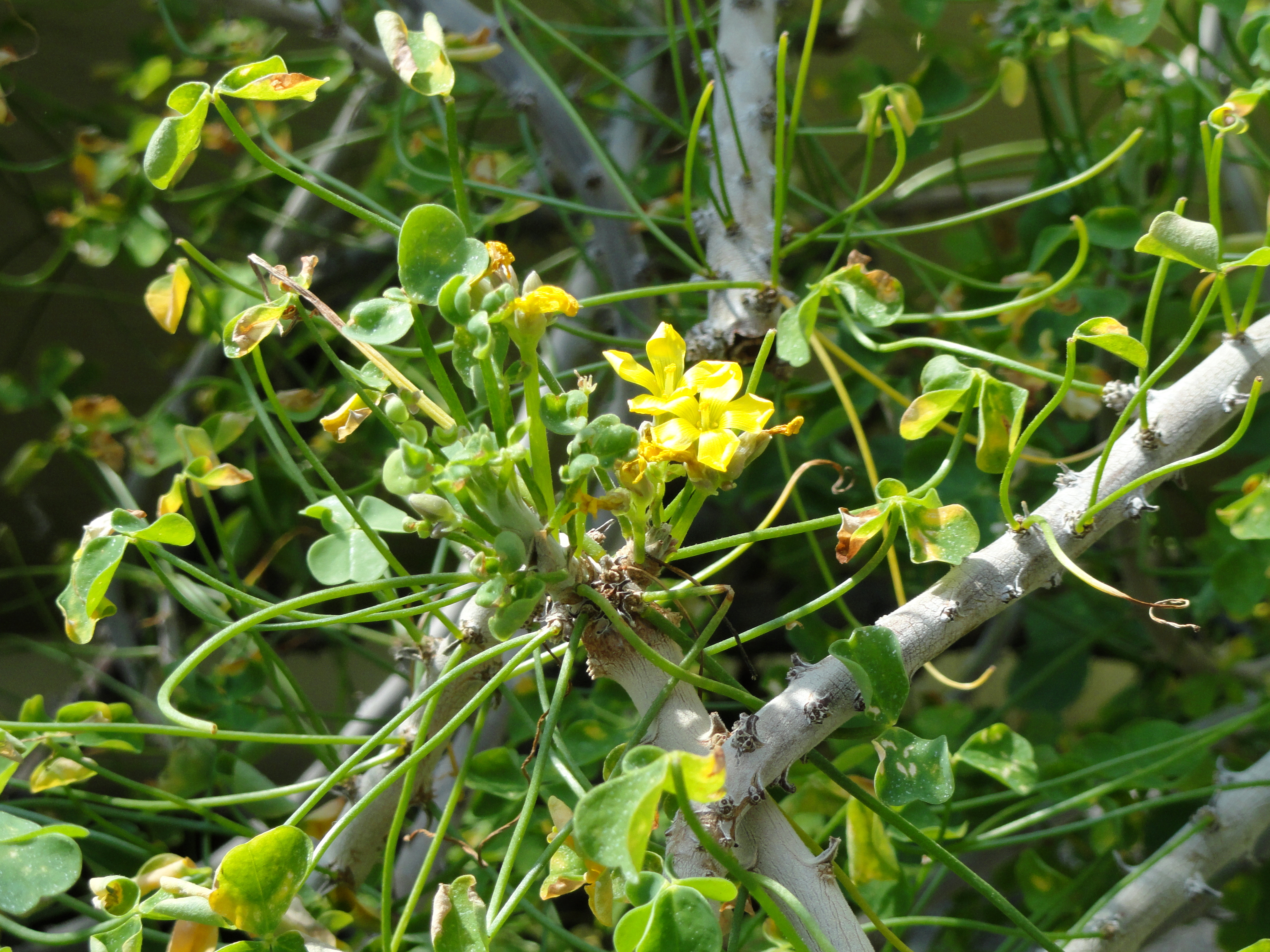
Vista de la planta

## Descripción
Oxalis gigantea es un arbusto que crece generalmente erecto hasta los 2,5 m de altura, pero también alcanza alturas  de entre 5 y 6 m en los casos individuales. Los tallos tienen un diámetro de 2,5 a 5 cm, que están en posición vertical para pivotar o colgando. Son de color marrón pálido. Las hojas son carnosas, de tres piezas y se presentan en diferentes tamaños. Las hojas miden 3,5-7 (raramente a 14) mm de largo, y son todas, a la inversa, en forma de corazón y sin pelos. Las inflorescencias se componen de una sola flor o tres en umbelas como cimas. El tallos de las flores miden hasta 3 cm de largo. Las flores tienen un diámetro de 1 a 2,5 mm y son de color amarillo brillante.
Oxalis gigantea es polinizada por colibríes.

## Taxonomía
Oxalis gigantea fue descrita por François Marius Barnéoud y publicado en Flora Chilena 1: 433–434. 1845[1846].
Etimología
Oxalis: nombre genérico que deriva de la  palabra  griega: oxys para "agudo, amargo", refiriéndose al sabor agradablemente amargo de las hojas y el tallo.
gigantea: epíteto latíno que significa "gigante"